# Pteroglossa euphlebia
Pteroglossa euphlebia é uma espécie de  planta do gênero Pteroglossa e da família Orchidaceae.

## Taxonomia
A espécie foi descrita em 1982 por Leslie A. Garay.
Os seguintes sinônimos já foram catalogados:  
- Spiranthes euphlebia  Rchb.f.
- Cogniauxiocharis euphlebia  (Rchb.f.) Szlach. & Rutk.

## Forma de vida
É uma espécie terrícola e herbácea.

## Conservação
A espécie faz parte da Lista Vermelha das espécies ameaçadas do estado do Espírito Santo, no sudeste do Brasil. A lista foi publicada em 13 de junho de 2005 por intermédio do decreto estadual nº 1.499-R.

## Distribuição
A espécie é endêmica do Brasil e encontrada nos estados brasileiros de Espírito Santo e Rio de Janeiro.
A espécie é encontrada no domínio fitogeográfico de Mata Atlântica, em regiões com vegetação de mata ciliar e floresta ombrófila pluvial.